# Puchar Świata w kolarstwie górskim

Puchar Świata w kolarstwie górskim jest organizowany przez Międzynarodową Unię Kolarską (UCI). Pierwsze zawody PŚ w konkurencji cross-country zostały rozegrane w 1991 roku. PŚ w konkurencji downhill miał swoją inaugurację dwa lata później. Natomiast zawody PŚ w konkurencji dual rozpoczęły się w 1998 roku, w 2002 roku ewoluował on w four cross. W 2001 roku pojawiła się nowa konkurencja – cross-country time-trial, jednak zrezygnowano z jej rozgrywania już w 2002 r. W 2005 roku do kalendarza PŚ wprowadzono maraton MTB, jednak od 2009 roku maraton nie jest już konkurencją pucharową. Przed sezonem 2012 z programu Pucharu Świata wypadł four cross, a rok później wprowadzono nowość: cross-country eliminator. Obecnie zawody Pucharu Świata odbywają się więc w trzech konkurencjach: cross-country, cross-country eliminatorze i downhillu.

## Zwycięzcy

### Cross-country

#### Mężczyźni
| Rok  | Zwycięzca                   | Drugi                       | Trzeci                      |
| 2022 | Nino Schurter               | Titouan Carod               | Luca Braidot                |
| 2021 | Mathias Flückiger           | Victor Koretzky             | Ondřej Cink                 |
| 2020 | Klasyfikacji nie prowadzono | Klasyfikacji nie prowadzono | Klasyfikacji nie prowadzono |
| 2019 | Nino Schurter               | Mathieu van der Poel        | Henrique Avancini           |
| 2018 | Nino Schurter               | Mathieu van der Poel        | Maxime Marotte              |
| 2017 | Nino Schurter               | Stéphane Tempier            | Maxime Marotte              |
| 2016 | Julien Absalon              | Nino Schurter               | Maxime Marotte              |
| 2015 | Nino Schurter               | Julien Absalon              | Jaroslav Kulhavý            |
| 2014 | Julien Absalon              | Nino Schurter               | Daniel McConnell            |
| 2013 | Nino Schurter               | Daniel McConnell            | Julien Absalon              |
| 2012 | Nino Schurter               | Burry Stander               | Jaroslav Kulhavý            |
| 2011 | Jaroslav Kulhavý            | Nino Schurter               | Julien Absalon              |
| 2010 | Nino Schurter               | Julien Absalon              | Jaroslav Kulhavý            |
| 2009 | Julien Absalon              | José Antonio Hermida        | Burry Stander               |
| 2008 | Julien Absalon              | Christoph Sauser            | José Antonio Hermida        |
| 2007 | Julien Absalon              | José Antonio Hermida        | Christoph Sauser            |
| 2006 | Julien Absalon              | Christoph Sauser            | José Antonio Hermida        |
| 2005 | Christoph Sauser            | José Antonio Hermida        | Fredrik Kessiakoff          |
| 2004 | Christoph Sauser            | Roel Paulissen              | Filip Meirhaeghe            |
| 2003 | Julien Absalon              | Christoph Sauser            | Filip Meirhaeghe            |
| 2002 | Filip Meirhaeghe            | Christoph Sauser            | Bart Brentjens              |
| 2001 | Roland Green                | José Antonio Hermida        | Miguel Martinez             |
| 2000 | Miguel Martinez             | Bas van Dooren              | Christophe Dupouey          |
| 1999 | Cadel Evans                 | Miguel Martinez             | Christoph Sauser            |
| 1998 | Cadel Evans                 | Miguel Martinez             | Rune Høydahl                |
| 1997 | Miguel Martinez             | Christophe Dupouey          | Cadel Evans                 |
| 1996 | Christophe Dupouey          | Thomas Frischknecht         | Miguel Martinez             |
| 1995 | Thomas Frischknecht         | Rune Høydahl                | Jan Østergaard              |
| 1994 | Bart Brentjens              | Ned Overend                 | Tinker Juarez               |
| 1993 | Thomas Frischknecht         | John Tomac                  | Peter Hric                  |
| 1992 | Thomas Frischknecht         | John Tomac                  | Ned Overend                 |
| 1991 | John Tomac                  | Gerhard Zadrobilek          | David Wiens                 |

#### Kobiety
| Rok  | Zwyciężczyni                | Druga                       | Trzecia                     |
| 2022 | Alessandra Keller           | Rebecca McConnell           | Anne Terpstra               |
| 2021 | Loana Lecomte               | Evie Richards               | Jenny Rissveds              |
| 2020 | Klasyfikacji nie prowadzono | Klasyfikacji nie prowadzono | Klasyfikacji nie prowadzono |
| 2019 | Kate Courtney               | Jolanda Neff                | Pauline Ferrand-Prévot      |
| 2018 | Jolanda Neff                | Annika Langvad              | Emily Batty                 |
| 2017 | Jana Bełomoina              | Maja Włoszczowska           | Annika Langvad              |
| 2016 | Catharine Pendrel           | Annika Langvad              | Emily Batty                 |
| 2015 | Jolanda Neff                | Gunn-Rita Dahle Flesjå      | Lea Davison                 |
| 2014 | Jolanda Neff                | Catharine Pendrel           | Tanja Žakelj                |
| 2013 | Tanja Žakelj                | Eva Lechner                 | Kateřina Nash               |
| 2012 | Catharine Pendrel           | Gunn-Rita Dahle Flesjå      | Kateřina Nash               |
| 2011 | Julie Bresset               | Catherine Pendrel           | Irina Kalentjewa            |
| 2010 | Catherine Pendrel           | Willow Koerber              | Eva Lechner                 |
| 2009 | Elisabeth Osl               | Lene Byberg                 | Catherine Pendrel           |
| 2008 | Marie-Hélène Prémont        | Catherine Pendrel           | Margarita Fullana           |
| 2007 | Irina Kalentjewa            | Marie-Hélène Prémont        | Ren Chengyuan               |
| 2006 | Gunn-Rita Dahle             | Marie-Hélène Prémont        | Sabine Spitz                |
| 2005 | Gunn-Rita Dahle             | Sabine Spitz                | Marie-Hélène Prémont        |
| 2004 | Gunn-Rita Dahle             | Marie-Hélène Prémont        | Annabella Stropparo         |
| 2003 | Gunn-Rita Dahle             | Sabine Spitz                | Irina Kalentjewa            |
| 2002 | Alison Dunlap               | Sabine Spitz                | Margarita Fullana           |
| 2001 | Barbara Blatter             | Caroline Alexander          | Margarita Fullana           |
| 2000 | Barbara Blatter             | Alison Dunlap               | Alison Sydor                |
| 1999 | Alison Sydor                | Gunn-Rita Dahle             | Annabella Stropparo         |
| 1998 | Alison Sydor                | Laurence Leboucher          | Paola Pezzo                 |
| 1997 | Paola Pezzo                 | Alison Sydor                | Chantal Daucourt            |
| 1996 | Alison Sydor                | Gunn-Rita Dahle             | Juli Furtado                |
| 1995 | Juli Furtado                | Alison Sydor                | Paola Pezzo                 |
| 1994 | Juli Furtado                | Caroline Alexander          | Alison Sydor                |
| 1993 | Juli Furtado                | Ruthie Matthes              | Alison Sydor                |
| 1992 | Ruthie Matthes              | Juli Furtado                | Chantal Daucourt            |
| 1991 | Sara Ballantyne             | Juli Furtado                | Regina Stiefl               |

### Zjazd

#### Mężczyźni
| Rok  | Zwycięzca        | Drugi            | Trzeci             |
| 2022 | Amaury Pierron   | Loris Vergier    | Finnley Iles       |
| 2021 | Loïc Bruni       | Thibaut Dapréla  | Loris Vergier      |
| 2020 | Matt Walker      | Loïc Bruni       | Greg Minnaar       |
| 2019 | Loïc Bruni       | Amaury Pierron   | Troy Brosnan       |
| 2018 | Amaury Pierron   | Danny Hart       | Troy Brosnan       |
| 2017 | Aaron Gwin       | Troy Brosnan     | Greg Minnaar       |
| 2016 | Aaron Gwin       | Danny Hart       | Troy Brosnan       |
| 2015 | Aaron Gwin       | Loïc Bruni       | Troy Brosnan       |
| 2014 | Josh Bryceland   | Aaron Gwin       | Troy Brosnan       |
| 2013 | Steve Smith      | Gee Atherton     | Greg Minnaar       |
| 2012 | Aaron Gwin       | Greg Minnaar     | Gee Atherton       |
| 2011 | Aaron Gwin       | Greg Minnaar     | Gee Atherton       |
| 2010 | Gee Atherton     | Greg Minnaar     | Samuel Blenkinsop  |
| 2009 | Sam Hill         | Greg Minnaar     | Steve Peat         |
| 2008 | Greg Minnaar     | Sam Hill         | Gee Atherton       |
| 2007 | Sam Hill         | Matti Lehikoinen | Steve Peat         |
| 2006 | Steve Peat       | Sam Hill         | Greg Minnaar       |
| 2005 | Greg Minnaar     | Sam Hill         | Nathan Rennie      |
| 2004 | Steve Peat       | Sam Hill         | Nathan Rennie      |
| 2003 | Nathan Rennie    | Mickaël Pascal   | Cédric Gracia      |
| 2002 | Steve Peat       | Cédric Gracia    | Chris Kovarik      |
| 2001 | Greg Minnaar     | Nicolas Vouilloz | Mickaël Pascal     |
| 2000 | Nicolas Vouilloz | Steve Peat       | David Vazquez      |
| 1999 | Nicolas Vouilloz | Steve Peat       | Gerwin Peters      |
| 1998 | Nicolas Vouilloz | David Vazquez    | Cédric Gracia      |
| 1997 | Corrado Hérin    | Jürgen Beneke    | Tomas Misser       |
| 1996 | Nicolas Vouilloz | Marcus Klausmann | Tomas Misser       |
| 1995 | Nicolas Vouilloz | Mike King        | Myles Rockwell     |
| 1994 | François Gachet  | Jürgen Beneke    | Nicolas Vouilloz   |
| 1993 | Jürgen Beneke    | John Tomac       | Stefano Migliorini |

#### Kobiety
| Rok  | Zwyciężczyni           | Druga                  | Trzecia          |
| 2022 | Camille Balanche       | Myriam Nicole          | Valentina Höll   |
| 2021 | Valentina Höll         | Myriam Nicole          | Camille Balanche |
| 2020 | Marine Cabirou         | Myriam Nicole          | Nina Hoffmann    |
| 2019 | Tracey Hannah          | Marine Cabirou         | Veronika Widmann |
| 2018 | Rachel Atherton        | Tahnee Seagrave        | Tracey Hannah    |
| 2017 | Myriam Nicole          | Tracey Hannah          | Tahnee Seagrave  |
| 2016 | Rachel Atherton        | Manon Carpenter        | Tracey Hannah    |
| 2015 | Rachel Atherton        | Manon Carpenter        | Tahnee Seagrave  |
| 2014 | Manon Carpenter        | Rachel Atherton        | Emmeline Ragot   |
| 2013 | Rachel Atherton        | Emmeline Ragot         | Manon Carpenter  |
| 2012 | Rachel Atherton        | Emmeline Ragot         | Myriam Nicole    |
| 2011 | Tracy Moseley          | Floriane Pugin         | Rachel Atherton  |
| 2010 | Sabrina Jonnier        | Emmeline Ragot         | Tracy Moseley    |
| 2009 | Sabrina Jonnier        | Tracy Moseley          | Emmeline Ragot   |
| 2008 | Rachel Atherton        | Sabrina Jonnier        | Tracy Moseley    |
| 2007 | Sabrina Jonnier        | Tracy Moseley          | Tracey Hannah    |
| 2006 | Tracy Moseley          | Sabrina Jonnier        | Rachel Atherton  |
| 2005 | Sabrina Jonnier        | Tracy Moseley          | Rachel Atherton  |
| 2004 | Céline Gros            | Sabrina Jonnier        | Marielle Saner   |
| 2003 | Sabrina Jonnier        | Fionn Griffiths        | Tracy Moseley    |
| 2002 | Anne-Caroline Chausson | Sabrina Jonnier        | Tracy Moseley    |
| 2001 | Anne-Caroline Chausson | Missy Giove            | Sabrina Jonnier  |
| 2000 | Anne-Caroline Chausson | Missy Giove            | Leigh Donovan    |
| 1999 | Anne-Caroline Chausson | Missy Giove            | Katja Repo       |
| 1998 | Anne-Caroline Chausson | Missy Giove            | Nolvenn Le Caër  |
| 1997 | Missy Giove            | Anne-Caroline Chausson | Leigh Donovan    |
| 1996 | Missy Giove            | Anne-Caroline Chausson | Leigh Donovan    |
| 1995 | Regina Stiefl          | Giovanna Bonazzi       | Kim Sonier       |
| 1994 | Kim Sonier             | Anne-Caroline Chausson | Missy Giove      |
| 1993 | Regina Stiefl          | Giovanna Bonazzi       | Missy Giove      |

### Cross-country eliminator

#### Mężczyźni
| Rok  | Zwycięzca                   | Drugi                       | Trzeci                      |
| 2022 | Simon Gegenheimer           | Titouan Perrin-Ganier       | Quentin Schrotzenberger     |
| 2021 | Jeroen van Eck              | Simon Gegenheimer           | Titouan Perrin-Ganier       |
| 2020 | Klasyfikacji nie prowadzono | Klasyfikacji nie prowadzono | Klasyfikacji nie prowadzono |
| 2019 | Hugo Briatta                | Titouan Perrin-Ganier       | Jeroen van Eck              |
| 2018 | Jeroen van Eck              | Simon Gegenheimer           | Lorenzo Serres              |
| 2017 | Simon Gegenheimer           | Lorenzo Serres              | Alberto Mingorance          |
| 2014 | Fabrice Mels                | Simon Gegenheimer           | Daniel Federspiel           |
| 2013 | Daniel Federspiel           | Simon Gegenheimer           | Fabrice Mels                |

#### Kobiety
| Rok  | Zwyciężczyni                | Druga                       | Trzecia                     |
| 2022 | Gaia Tormena                | Marion Fromberger           | Marcela Lima                |
| 2021 | Gaia Tormena                | Marion Fromberger           | Lia Schrievers              |
| 2020 | Klasyfikacji nie prowadzono | Klasyfikacji nie prowadzono | Klasyfikacji nie prowadzono |
| 2019 | Gaia Tormena                | Ella Holmegård              | Marion Fromberger           |
| 2018 | Ingrid Bøe Jacobsen         | Ella Holmegård              | Iryna Popowa                |
| 2017 | Lizzy Witlox                | Ingrid Bøe Jacobsen         | Coline Clauzure             |
| 2014 | Kathrin Stirnemann          | Jenny Rissveds              | Alexandra Engen             |
| 2013 | Alexandra Engen             | Kathrin Stirnemann          | Jenny Rissveds              |

### E-MTB Cross-country

#### Mężczyźni
| Rok  | Zwycięzca      | Drugi     | Trzeci         |
| 2022 | Jérôme Gilloux | Joris Ryf | Ismael Esteban |
| 2021 | Jérôme Gilloux | Joris Ryf | Théo Charmes   |

#### Kobiety
| Rok  | Zwyciężczyni  | Druga               | Trzecia          |
| 2022 | Nicole Göldi  | Sofia Wiedenroth    | Justine Tonso    |
| 2021 | Mélanie Pugin | Nathalie Schneitter | Sofia Wiedenroth |

## Konkurencje już nie rozgrywane

### Four-cross

#### Mężczyźni
| Rok  | Zwycięzca      | Drugi              | Trzeci                              |
| 2011 | Jared Graves   | Roger Rinderknecht | Tomáš Slavík                        |
| 2010 | Jared Graves   | Tomáš Slavík       | Joost Wichman                       |
| 2009 | Jared Graves   | Joost Wichman      | Romain Saladini                     |
| 2008 | Rafael Álvarez | Guido Tschugg      | Dan Atherton                        |
| 2007 | Brian Lopes    | Michal Prokop      | Jared Graves                        |
| 2006 | Michal Prokop  | Jared Graves       | Kamil Tatarkovič Roger Rinderknecht |
| 2005 | Brian Lopes    | Michal Prokop      | Cédric Gracia                       |
| 2004 | Michal Prokop  | Cédric Gracia      | Guido Tschugg                       |
| 2003 | Eric Carter    | Michal Prokop      | Mike King                           |
| 2002 | Brian Lopes    | Cédric Gracia      | Mike King                           |

#### Kobiety
| Rok  | Zwyciężczyni           | Druga           | Trzecia        |
| 2011 | Anneke Beerten         | Melissa Buhl    | Lucia Oetjen   |
| 2010 | Anita Molcik           | Anneke Beerten  | Jana Horáková  |
| 2009 | Anneke Beerten         | Fionn Griffiths | Jill Kintner   |
| 2008 | Anneke Beerten         | Anita Molcik    | Mio Suemasa    |
| 2007 | Anneke Beerten         | Jill Kintner    | Mio Suemasa    |
| 2006 | Jill Kintner           | Katrina Miller  | Tara Llanes    |
| 2005 | Jill Kintner           | Anneke Beerten  | Jana Horáková  |
| 2004 | Sabrina Jonnier        | Tara Llanes     | Jill Kintner   |
| 2003 | Katrina Miller         | Sabrina Jonnier | Mio Suemasa    |
| 2002 | Anne-Caroline Chausson | Sabrina Jonnier | Katrina Miller |

### Dual-slalom

#### Mężczyźni
| Rok  | Zwycięzca   | Drugi         | Trzeci           |
| 2001 | Brian Lopes | Eric Carter   | Mickaël Deldycke |
| 2000 | Brian Lopes | Cédric Gracia | Wade Bootes      |
| 1999 | Eric Carter | Brian Lopes   | Cédric Gracia    |
| 1998 | Brian Lopes | Dave Cullinan | Eric Carter      |

#### Kobiety
| Rok  | Zwyciężczyni           | Druga          | Trzecia         |
| 2001 | Leigh Donovan          | Katrina Miller | Tara Llanes     |
| 2000 | Anne-Caroline Chausson | Tara Llanes    | Leigh Donovan   |
| 1999 | Katrina Miller         | Leigh Donovan  | Tara Llanes     |
| 1998 | Katrina Miller         | Sari Jorgensen | Sabrina Jonnier |

### Maraton MTB

#### Mężczyźni
| Rok  | Zwycięzca      | Drugi               | Trzeci          |
| 2008 | Héctor Páez    | Thomas Dietsch      | Alban Lakata    |
| 2007 | Thomas Dietsch | Massimo De Bertolis | Alban Lakata    |
| 2006 | Héctor Páez    | Thomas Dietsch      | Roland Stauder  |
| 2005 | Mauro Bettin   | Alban Lakata        | Dario Acquaroli |

#### Kobiety
| Rok  | Zwyciężczyni  | Druga       | Trzecia          |
| 2008 | Pia Sundstedt | Esther Süss | Blaža Klemenčič  |
| 2007 | Pia Sundstedt | Esther Süss | Ivonne Kraft     |
| 2006 | Pia Sundstedt | Esther Süss | Elena Giacomuzzi |
| 2005 | Daniela Louis | Esther Süss | Anna Enocsson    |

### Cross-country time-trial

#### Mężczyźni
| Rok  | Zwycięzca | Drugi        | Trzeci            |
| 2001 | Marco Bui | Roland Green | Michael Rasmussen |

#### Kobiety
| Rok  | Zwyciężczyni    | Druga               | Trzecia           |
| 2001 | Barbara Blatter | Annabella Stropparo | Margarita Fullana |